# Eduard de Oudere
Eduard de Oudere (Oudengels: Ēadweard se Ieldra; c. 874-877 - Farndon, 17 juli 924) was een Engelse koning. Hij werd koning in 899 na de dood van zijn vader, Alfred de Grote. Zijn hof was in Winchester, voorheen de hoofdstad van Wessex. Hij veroverde de oostelijke Midlands en East Anglia op de Denen in 917 en werd heerser van Mercia in 918 na de dood van Æthelflæd, zijn zus.
Al zijn oorkonden, op twee na, gaven zijn titel weer als "koning van de Angelsaksen" (Anglorum Saxonum rex). Hij was de tweede koning van de Angelsaksen omdat deze titel voor het eerst gedragen werd door Alfred. Op de munten van Eduard staat "EADVVEARD REX". De kroniekschrijvers schreven dat heel Engeland "Eduard accepteerde als koning" in 920. Maar het feit dat York zijn eigen munten bleef maken doet vermoeden dat de autoriteit van Eduard niet werd geaccepteerd in het door de Vikingen geregeerde Northumbria. Eduards eponiem "de Oudere" werd voor het eerst gebruikt door Wulfstan in zijn werk Life of St Æthelwold (tiende eeuw) om hem te onderscheiden van de latere koning Eduard de Martelaar.

## Opvolging
Onder zijn vader was Eduard al een legeraanvoerder en versloeg in 893 de Denen in Fareham. Na de dood van Alfred werd zijn opvolging betwist door zijn neef Aethelwold die Wimborne Minster en Christchurch (Dorset) bezette. Toen Eduard hem aanviel, vluchtte hij echter naar de Denen in Northumbria en riep zich daar tot koning uit. Eduard werd op 8 juni 900 tot koning van Wessex gekroond, mogelijk in Kingston upon Thames of in Winchester, en stichtte in 901 de New Minster in Winchester en liet zijn vader daar herbegraven. Datzelfde jaar viel Aethelwold met een Deense vloot Essex binnen en probeerde steun te krijgen van Denen in East Anglia. Het volgende jaar bezette hij Cricklade en Braydon maar werd verslagen en gedood in de slag van Holme.

## Strijd tegen de Denen
Nu zijn positie was verzekerd begon Eduard aan een consequent en geduldig beleid om de macht over heel Engeland in handen te krijgen. In 906 moest hij nog een Engels-Deense inval in Essex en Kent afslaan maar een jaar later wist hij vrede te sluiten met de Denen van East Anglia en York. En in 909 stuurde hij een leger naar Northumbria om de Deense gebieden daar te plunderen. Toen de Denen als vergelding Mercia binnenvielen, wist Eduard ze in 910 te verslaan bij Tettenhall (nu binnen Wolverhampton). Daarna wist Eduard gestaag zijn macht uit te breiden:
- 911 bezetting van Middlesex en Oxfordshire
- 912 verovering van Essex en onderwerping van de Denen in East Anglia
- 915 bezetting van Bedford (Engeland)
- 917 offensief tegen de Denen in de Midlands

## Bondgenootschap met Mercia
De eerste partner in de strijd tegen de Denen was altijd Mercia geweest. Vanaf 883 ongeveer was Aethelred daar machthebber; koning in naam erkende hij wel het oppergezag van Eduard als opvolger van Alfred de Grote. Aethelred huwde Aethelflaed, een zuster van Eduard, en na zijn dood in 911 nam Aethelflaed het bewind over. Op heel actieve wijze zelfs, want ze nam deel aan alle grote militaire campagnes. Zij was ook verantwoordelijk voor het bouwen van veel verdedigingswerken. Na het overlijden van Aethelflaed in 918, zou de kroon van Mercia aan haar dochter Aelfwynn toegekomen zijn. Door het streven van Eduard om de koninkrijken Wessex en Mercia samen te voegen ontstond een roerige tijd, waardoor de broers van Aelfwynn al gevlucht waren. Andere troonpretendenten van o.a. Wessex, waren immers al op mysterieuze wijze verdwenen en Alfred en Arnulf wilden daaraan ontkomen. Eduard zette Aelfwynn echter af, misschien omdat hij in de jonge vrouw geen militaire leider zag zoals in haar moeder. Aelfwynn verdween dus naar een klooster en haar broers Alfred en Arnulf waren gevlucht. Arnulf naar Vlaanderen en Alfred naar het Noord-Engelse binnenland.

## Regering
Om zijn koninkrijk te beveiligen bouwde Eduard kastelen in Hertford, Witham, Bridgnorth, Tamworth, Stafford, Eddisbury, Warwick en ook in “Scergeat” maar die locatie is niet geïdentificeerd. Hij reorganiseerde de kerk en creëerde een aantal nieuwe bisdommen maar kreeg ook een reprimande van de paus dat hij meer op zijn religieuze plichten moest letten. Hij onderhield betrekkingen met heersers op het vasteland, wat blijkt uit het huwelijk van zijn dochter met Karel de Eenvoudige. Zijn zoon Aethelstan zette deze politiek van buitenlandse huwelijken voor zijn halfzusters actief door.

## ”Koning van Engeland”

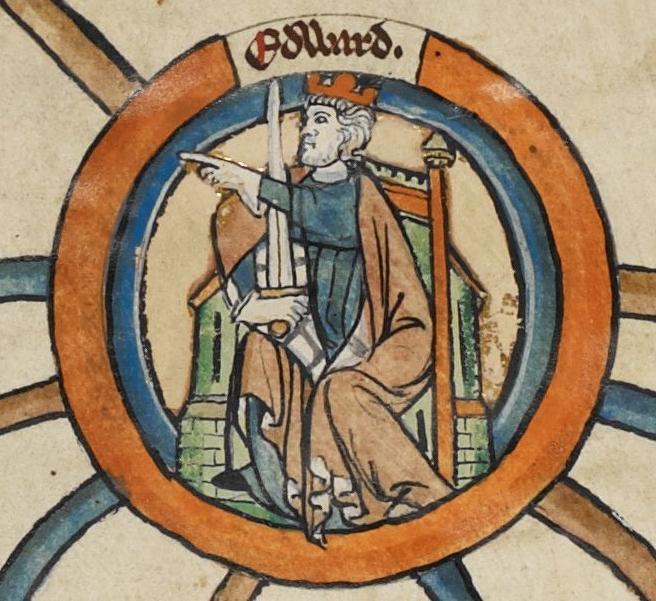
Edward op zijn troon

In bijna al zijn oorkondes noemde Eduard zich "koning van de Angel-Saxen" (Anglorum Saxonum rex), een titel die hij overnam van zijn vader Alfred. Op de munten van Eduard staat te lezen "EADVVEARD REX." En van een aantal vorsten uit Wales is de erkenning van de kroon van Eduard duidelijk.
De kronieken vermelden zelfs dat heel Engeland “Eduard als heer aanvaardde" in 920.
Maar wellicht sloeg dat laatste veeleer op een soort wapenstilstand dan op een werkelijke erkenning van zijn gezag. Ook het feit dat York nog steeds eigen munten bleef slaan, wijst in de richting dat het door Vikingen beheerste Northumbria nog steeds zijn eigen weg ging. Eduard overleed in 924 op een veldtocht tegen rebellen uit Wales en Mercia en werd begraven in de New Minster van Winchester.

## Familie en kinderen

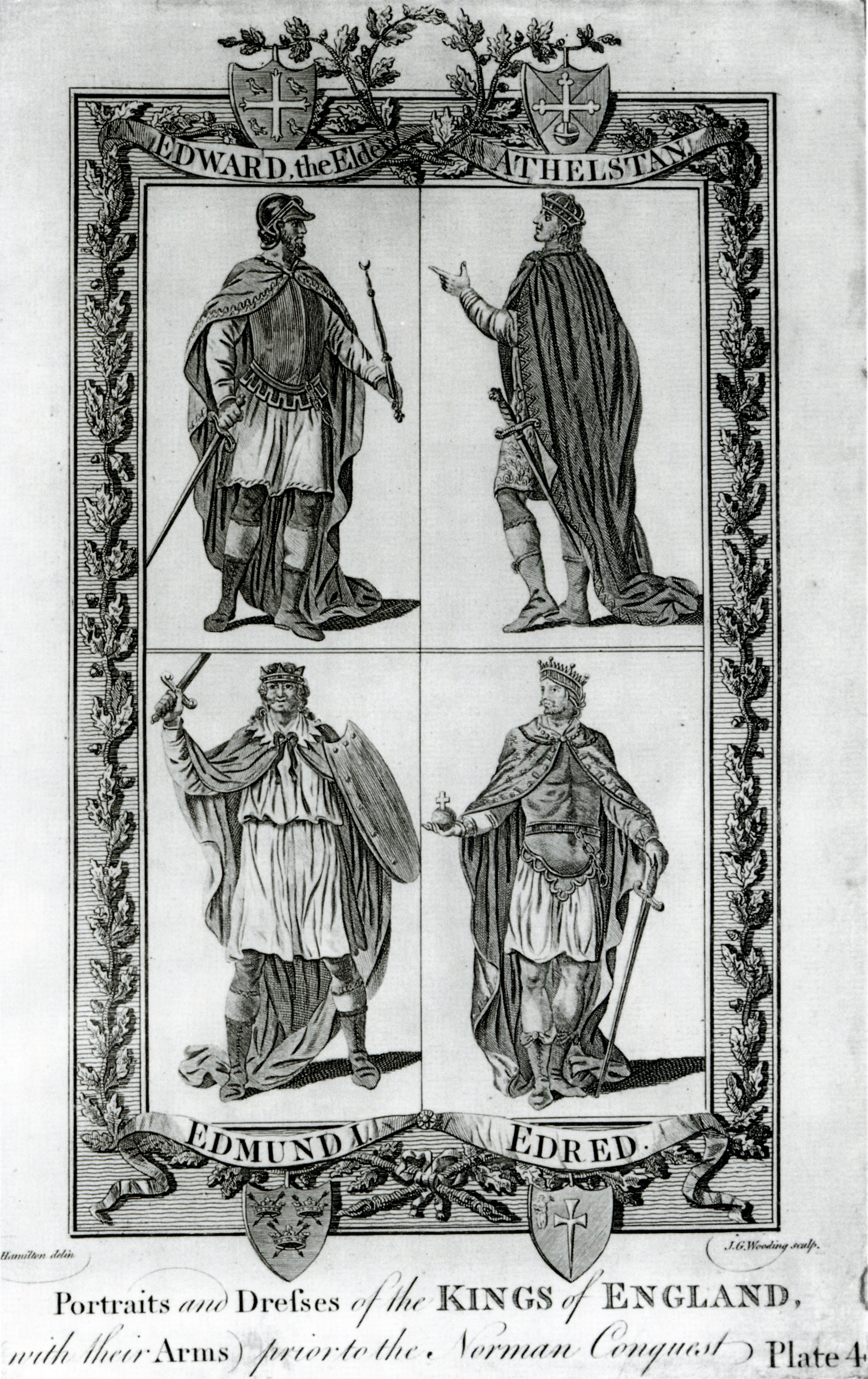
Edward, Athelstan, Edumund en Edred

Eduard was een zoon van Alfred de Grote en Ealhswith van de Gaini (852 - Winchester, 5 december 905). Eduard was drie keer getrouwd:
1. ca. 893 trouwde hij met Egwyna (-ca. 901) van onbekende herkomst. Volgens sommige bronnen was zij een concubine van eenvoudige komaf maar haar kinderen kregen de koninklijke voornamen en worden in aktes voor Eduards kinderen uit andere huwelijken genoemd, en een van haar zoons zou na Eduard nog koning worden. Daarmee is het zeer aannemelijk dat de relatie tussen Eduard en Egwyna een wettig huwelijk was. Zij kregen de volgende kinderen:
  1. Aelfred (ca. 893 - ca. 901)
  2. Æthelstan, koning als opvolger van zijn vader, groeide op aan het hof van Ethelred II van Mercia en Lady Ethelflaed van Wessex (dochter van Alfred de Grote).Hij groeide dus op samen met zijn nicht Aelfwynn, en de neven Alfred en Arnulf. (The Anglo-Saxon Chronicle).
  3. Eadgyth, trouwde op 30 januari 926 te Tamworth met Sithric, koning van de Denen in York. Na zijn dood in 927 werd ze non in de abdij van Polesworth en daarna abdis van Tamworth, waar ze is begraven. Ze werd heilig verklaard, haar feestdag is op 15 of 19 juli.
2. ca. 901 trouwde Eduard met Aelflaed (878 - 920), dochter van Aethelhelm van Bernicia (ca. 859 - 12 juni 897). Aethelhelm was een belangrijke hoveling van Alfred de Grote, ealdorman van Wiltshire die in 887 gezant was van Alfred naar Rome, in 892 land van Alfred ontving bij North Newnton en in 893 samen met andere graven de Denen versloeg bij Buttingdon aan de Severn. Eduard en Aelflaed kregen de volgende kinderen:
  1. Edfleda, non, begraven in de abdij van Wilton
  2. Aethelfleda, non, begraven in de abdij van Romsey
  3. Eadgifu (Hedwig van Wessex), getrouwd met Karel de Eenvoudige en met Herbert III van Vermandois.
  4. Ethelweard (- Oxford, 9 augustus 924), overleed 16 dagen na zijn vader, begraven in Winchester
  5. Eadwine (- 933), vermoedelijk in opstand tegen Aethelstan en verdronken op de vlucht naar Vlaanderen. Begraven in de abdij van Sint-Bertinus.
  6. Aethelhild, non, begraven in de abdij van Wilton
  7. Eadhild (- 937), trouwde ca. 926 met Hugo de Grote. Ter gelegenheid van de verloving stuurde die rijke giften aan Aethelstan, waaronder specerijen, juwelen, kostbare paarden, drie relieken en een gouden kroon.
  8. Eadgyth (Editha van Wessex), 929 getrouwd met Otto I de Grote
  9. Aelgifu, vermoedelijk getrouwd met Boleslav II van Bohemen. Bekend is dat Aethelstan Eadgyth en Aelgifu naar Otto had gestuurd om een bruid te kiezen. Otto koos Eadgyth en vond ook een passende echtgenoot voor Aelgifu. Algemeen wordt Boleslav als die echtgenoot gezien maar die was nog maar een klein kind toen beide zusters naar Duitsland kwamen. Ook Lodewijk, graaf van de Thurgau wordt genoemd als haar echtgenoot.
3. ca. 920 trouwde Eduard met Eadgifu (- 26 augustus 968), dochter van Sigihelm, heer van Meopham, Cooling en Lenham, in Kent. In 957 nam haar kleinzoon Edgar van Engeland haar bezittingen af. Eadgifu werd begraven in de kathedraal van Canterbury. Eduard en Eadgifu kregen de volgende kinderen:
  1. Edmund I van Engeland, koning als opvolger van Aethelstan
  2. Edburga van Winchester
  3. Eadgifu, getrouwd met een vorst uit Aquitanië
  4. Edred, koning als opvolger van Edmund

## Voorouders
| Voorouders van Eduard de Oudere | Voorouders van Eduard de Oudere                     | Voorouders van Eduard de Oudere                     | Voorouders van Eduard de Oudere                     | Voorouders van Eduard de Oudere                     | Voorouders van Eduard de Oudere                     | Voorouders van Eduard de Oudere                     | Voorouders van Eduard de Oudere                     | Voorouders van Eduard de Oudere                     |
| ------------------------------- | --------------------------------------------------- | --------------------------------------------------- | --------------------------------------------------- | --------------------------------------------------- | --------------------------------------------------- | --------------------------------------------------- | --------------------------------------------------- | --------------------------------------------------- |
| Overgrootouders                 | Egbert van Wessex (770-839) ∞ Redburga (-)          | Egbert van Wessex (770-839) ∞ Redburga (-)          | Oslac van Wight (-) ∞ ? (-)                         | Oslac van Wight (-) ∞ ? (-)                         | ? (-) ∞ ? (-)                                       | ? (-) ∞ ? (-)                                       | ? (-) ∞ ? (-)                                       | ? (-) ∞ ? (-)                                       |
| Grootouders                     | Ethelwulf (800-858) ∞ Osburga (810–+/-855)          | Ethelwulf (800-858) ∞ Osburga (810–+/-855)          | Ethelwulf (800-858) ∞ Osburga (810–+/-855)          | Ethelwulf (800-858) ∞ Osburga (810–+/-855)          | Æthelred Mucil (?-?) ∞ Eadburh (?-?)                | Æthelred Mucil (?-?) ∞ Eadburh (?-?)                | Æthelred Mucil (?-?) ∞ Eadburh (?-?)                | Æthelred Mucil (?-?) ∞ Eadburh (?-?)                |
| Ouders                          | Alfred de Grote (848-899) ∞ 868 Ealhswith (852–905) | Alfred de Grote (848-899) ∞ 868 Ealhswith (852–905) | Alfred de Grote (848-899) ∞ 868 Ealhswith (852–905) | Alfred de Grote (848-899) ∞ 868 Ealhswith (852–905) | Alfred de Grote (848-899) ∞ 868 Ealhswith (852–905) | Alfred de Grote (848-899) ∞ 868 Ealhswith (852–905) | Alfred de Grote (848-899) ∞ 868 Ealhswith (852–905) | Alfred de Grote (848-899) ∞ 868 Ealhswith (852–905) |
| Eduard de Oudere (874-924)      |                                                     |                                                     |                                                     |                                                     |                                                     |                                                     |                                                     |                                                     |

Cerdic · Cynric · Ceawlin · Ceol · Ceolwulf · Cynegils · Cwichelm · Cenwalh · Penda van Mercia/Cenberht (?) · Cenwalh · Seaxburg · Æscwine · Centwine · Cædwalla · Ine · Æthelheard · Cuthred · Sigeberht · Cynewulf · Beorhtric · Egbert · Æthelwulf · Æthelbald · Æthelberht · Æthelred · Alfred de Grote · Eduard de Oudere · Æthelstan
- Gemeinsame Normdatei: 123249767
- International Standard Name Identifier: 0000 0000 2458 1162
- Library of Congress Control Number: n00041942
- Nationale Bibliotheek van Israël: 987007388056005171
- Nederlandse Thesaurus van Auteursnamen: 23477861X
- Virtual International Authority File: 27974144
- WorldCat: E39PBJr83WMByVdkqcjbP9PbBP